# Lente-renspin
De lente-renspin (Philodromus collinus) is een spinnensoort in de taxonomische indeling van de renspinnen (Philodromidae).
Het dier komt uit het geslacht Philodromus. Philodromus collinus werd in 1835 beschreven door Carl Ludwig Koch.